# Football australien en fauteuil roulant
Le football australien en fauteuil roulant, est un handisport dérivé du football australien.

## Historique
Le premier match de football australien en fauteuil roulant sur la base militaire de la Force aérienne royale australienne d'Adélaïde en Australie.

## Règles du jeu
Les règles ont des similarités avec celles de l'AFL:
- Le jeu démarre avec l'arbitre jetant la balle au centre du terrain
- Six points pour un goal et un point pour un behind.
- Les coups de pied sont remplacés par le jeu à la main
- Un match de football australien se divise en quatre quart-temps
- Un match de football australien se déroule sur un terrain de basket
- Six joueurs par équipe sur le terrain
- Chaque équipe est divisée en 3 postes: backs, centres et forwards. Seul ce dernier peut marquer des points

## Compétitions
En novembre 2015, l'Australian Football League prévoit de créer un championnat national dans un futur proche.